# 미할리스 시파키스
미할리스 시파키스(그리스어: Μιχάλης Σηφάκης, 1984년 9월 9일, 크레타 주 이라클리오 ~)는 그리스의 전 프로 축구 선수로, 현역 시절 골키퍼로 활약했다.

## 유년 시절
그리스의 이라클리오 출신인 시파키스는 9세부터 축구를 시작했다. 그가 축구를 시작한 구단은 아찰레니오스 이라클리우였다.

## 클럽 경력

### OFI
1999년, 시파키스는 OFI로 이적하여 2002년까지 OFI 2군에서 활약했다. 2002년, 그는 구단과 첫 프로 계약을 체결했다. 그는 OFI 소속으로 2007년까지 남았고, 그리스 리그와 컵대회 경기를 통틀어 총 112번의 경기에 출전했다.

### 올림피아코스
2007년, 올림피아코스가 시파키스의 입단 제의를 건냈고, OFI는 이를 승낙하여 시파키스는 국가대표 골키퍼 안토니오스 니코폴리디스의 대체자로서 입단했다. 2007-08 시즌, 그는 그리스 리그, 컵대회를 석권했다. 그는 니코폴리디스의 은퇴로 대체자로서 활약을 이어나갔다.

### 아리스
2008년, 아리스는 OFI에 제의하여 시파키스의 이적을 성사시켰다. 2008-09 시즌, 시파키스는 리그와 컵대회를 통틀어 27번의 경기에 출전했다. 그는 2009-10 시즌의 전 경기에 출전했다. 같은 시즌에 그리스 컵 결승까지 올랐지만, 파나티나이코스에 0-1로 패하며 준우승에 머물렀다. 그는 레토가 멀리서 쏜 공을 느리게 반응하여 활약상에 의문을 자아하게 되었다. 2010-11 시즌, 아리스는 유로파리그 조별 리그를 통과했지만, 뒤이어 로베르토 만치니 감독의 맨체스터 시티와 32강에서 격돌해 탈락했다. 그 이듬해인 2011-12 시즌, 그는 건강상 문제로 소속 구단과 국가대표팀에서 멀어졌다. 2013년 4월, 시파키스는 파산 직전의 아리스를 상대로 변호사를 동원해 988,000 유로를 청구했는데, 그의 미지급 급여는 188,000이었다.

### 샤를루아
벨기에 프로 리그 승격 새내기 샤를루아가 아리스와 시즌 말에 계약을 해지한 미할리스 시파키스를 자유 이적으로 영입했다. 그는 앞서 여름에 유로 2012에서 그리스 선수단 일원으로 참가했는데, 시파키스는 체코와의 A조 2차전 경기 도중에 코스타스 할키아스와 교체되어 들어갔고, 뒤이어 독일과의 8강전에서 패하기 전까지 국가대표팀 골문을 지켰다. 시파키스는 같은 소속 구단의 수문장과 골문 앞 경쟁을 펼쳤는데, 마르세유와 프랑스의 수문장 스테브 망당다의 동생이던 파르페 망당다도 그와 경합했다. 여름 동안, 다른 행선지를 찾지 못하면서, 페르난두 산투스 그리스 감독은 시파키스가 당장 떠나도록 했고, 다른 입단을 시도한 그리스 선수들은 입단 계획을 철회토록 했고, 결국 라트비아와 리투아니아와의 월드컵 예선전에 결장했다.
결국, 2012년 9월, 그리스 국가대표팀 소속으로 유로 2012에 참가한 시파키스는 벨기에의 샤를루아와 1년 계약을 맺고 등번호 1번을 받았다.

### 아트로미토스
2013년 여름, 시파키스는 아트로미토스와 1년 계약을 맺고 그리스 무대로 복귀했다. 입단 기자 회견에서, 그는 "아트로미토스는 제가 그리스에 복귀하면 활약하고 싶은 구단이었고, 며칠 전까지만 해도 저는 고려해지 않았지만 사실입니다."라고 표의했다. 또한, "아트로미토스가 발전하는 과정에 있기에, 우리 나라의 상황이 반대 방향으로 가는 상황에 참 반가운 소식입니다."라고 덧붙였다. 그는 2-2로 비긴 에르고텔리스와의 8월 17일 경기에서 신고식을 치렀다. 2014년 5월 27일, 아트로미토스는 그와의 1년짜리 계약이 만료되었다고 발표했다.

### 레바디아코스
2014년 9월 22일, 시파키스는 또다른 수페르리가 엘라다 구단 레바디아코스와 계약했다.

### 코르트레이크
30세의 국가대표 선수는 코르트레이크와 2년 계약을 맺었고, 벨기에 구단은 그의 영입을 공식 발표했다. 시파키스는 앞서 2012-13 시즌에 샤를루아에서 활약했는데, 이번에는 같이 코르트레이크에 입단한 그리스인 동료 타나시스 파파조글루와 한배를 탔다. 2015년 9월 23일, 그는 올사 브라켈과의 벨기에 컵 경기에서 소속 구단 첫 경기를 뛰었다. 미할리스 시파키스는 2016년 4월 30일에 코르트레이크 소속으로 첫 리그 경기에 출전해 로얄 무스크롱-페뤼웰츠와의 안방 경기에서 0-0으로 비겼다. 2016년 4월 30일, 그는 5번의 그 시즌 스탕다르 리에주와의 5번째 경기에 3번째 무실점으로 마쳤다. 그는 2016-17 시즌 벨기에 컵에서 선발로 시작했는데, 2016-17 시즌 리그에서는 후보 선수였다. 2017년 1월 24일, 그는 0-3으로 패한 헹크와의 원정 경기에서 리그 공식 첫 경기를 치렀다.

### 삼순스포르
2017년 8월 6일, 시파키스는 TFF 1. 리그의 삼순스포르와 계약했다. 2017년 12월 10일, 미할리스 시파키스는 0-0으로 비긴 데니즐리스포르와의 원정 경기에서 리그 첫 경기를 치렀다. 2018년 5월 14일, 그는 상호 계약 해지로 구단을 떠났다.

## 국가대표팀 경력
2004년, 시파키스는 그리스 U-21 국가대표팀의 부름을 받아 차출되었다. 그는 U-21 국가대표팀에서 15번의 경기에 출전했다. 그는 2005년 컨페더레이션스컵에서 그리스를 대표로 출전했다.
2009년, 오토 레하겔 그리스 국가대표팀 감독은 시파시크를 남아프리카 공화국에서 열릴 2010년 월드컵에 그리스를 본선 진출에 적합할 인물로서 불러들였다. 10월 14일, 그는 룩셈부르크와의 일전에 승리를 일조했다. 그는 대회 본선에도 이름을 올렸다.
시파키스는 페르난두 산투스 감독의 임기에, 유로 2012 대부분의 경기에 출전했다.
주전 골키퍼였던 코스타스 할키아스가 체코와의 그리스 국가대표팀 2차전에 결장하면서 기회를 잡았는데, 시파키스는 경기 중에 할키아스와 교체되어 들어가 남은 3경기에서도 그리스의 골문을 지켰고, 그리스는 이 대회 8강까지 올라갔다.

## 사생활
시파키스는 OFI의 전 골키퍼 미론 시파키스의 아들로, 미론은 1986-87 시즌에 그리스 컵 결승전에 출전했는데, OFI는 2024년까지 처음이자 마지막으로 우승 트로피를 가져갔다. 그의 동생은 바실리스로 역시 축구 선수로 활약했다.

## 경력 통계
출처:
| 구단         | 시즌      | 리그 | 리그 | 컵   | 컵 | 대륙 | 대륙 | 기타 | 기타 | 합계 | 합계 |
| 구단         | 시즌      | 출장 | 골   | 출장 | 골 | 출장 | 골   | 출장 | 골   | 출장 | 골   |
| ------------ | --------- | ---- | ---- | ---- | -- | ---- | ---- | ---- | ---- | ---- | ---- |
| OFI          | 2002–03   | 4    | 0    | –    | –  | –    | –    | –    | –    | 4    | 0    |
| OFI          | 2003–04   | 14   | 0    | 1    | 0  | –    | –    | –    | –    | 15   | 0    |
| OFI          | 2004–05   | 27   | 0    | 2    | 0  | –    | –    | –    | –    | 29   | 0    |
| OFI          | 2005–06   | 30   | 0    | 1    | 0  | –    | –    | –    | –    | 31   | 0    |
| OFI          | 2006–07   | 30   | 0    | 3    | 0  | –    | –    | –    | –    | 33   | 0    |
| OFI          | 합계      | 105  | 0    | 7    | 0  | –    | –    | –    | –    | 112  | 0    |
| 올림피아코스 | 2007–08   | 2    | 0    | 5    | 0  | -    | -    | –    | –    | 7    | 0    |
| 올림피아코스 | 합계      | 2    | 0    | 5    | 0  | -    | -    | –    | –    | 7    | 0    |
| 아리스       | 2008–09   | 24   | 0    | 3    | 0  | –    | –    | -    | -    | 27   | 0    |
| 아리스       | 2009–10   | 30   | 0    | 3    | 0  | 2    | 0    | -    | -    | 35   | 0    |
| 아리스       | 2010–11   | 22   | 0    | 1    | 0  | 12   | 0    | -    | -    | 35   | 0    |
| 아리스       | 2011–12   | 4    | 0    | –    | –  | -    | -    | -    | -    | 4    | 0    |
| 아리스       | 합계      | 80   | 0    | 7    | 0  | 14   | 0    | -    | -    | 101  | 0    |
| 샤를루아     | 2012–13   | 10   | 0    | 1    | 0  | -    | -    | –    | –    | 11   | 0    |
| 샤를루아     | 합계      | 10   | 0    | 1    | 0  | -    | -    | –    | –    | 11   | 0    |
| 아트로미토스 | 2013–14   | 11   | 0    | 5    | 0  | 1    | 0    | -    | -    | 17   | 0    |
| 아트로미토스 | 합계      | 11   | 0    | 5    | 0  | 1    | 0    | -    | -    | 17   | 0    |
| 레바디아코스 | 2014–15   | 25   | 0    | 0    | 0  | 0    | 0    | -    | -    | 25   | 0    |
| 레바디아코스 | 합계      | 25   | 0    | 0    | 0  | 0    | 0    | -    | -    | 25   | 0    |
| 코르트레이크 | 2015–16   | 8    | 0    | 3    | 0  | -    | -    | –    | –    | 11   | 0    |
| 코르트레이크 | 2016–17   | 8    | 0    | 2    | 0  | -    | -    | –    | –    | 10   | 0    |
| 코르트레이크 | 합계      | 16   | 0    | 5    | 0  | -    | -    | –    | –    | 21   | 0    |
| 삼순스포르   | 2017–18   | 6    | 0    | 1    | 0  | -    | -    | –    | –    | 7    | 0    |
| 삼순스포르   | 합계      | 6    | 0    | 1    | 0  | -    | -    | –    | –    | 7    | 0    |
| 경력 합계    | 경력 합계 | 255  | 0    | 31   | 0  | 15   | 0    | -    | -    | 301  | 0    |

## 수상
2009년, 그리스 프로 축구 선수 협회는 시파키스가 2009-10 시즌 개막전 이라클리스와의 경기에서 관중과의 대면 중에 침착하고 과격하지 않게 대하는 프로다움과 윤리 의식을 높이 평가하여 페어 플레이상을 받았다. 시파키스는 이 경기에서 이라클리스 지지자가 접근해 그에게 과격한 언행으로 도발했다. 시파키스는 반응하지 않았고, 관리자가 개입해 난입한 관중을 연행했다. 2010년과 2011년에는 선수연맹으로부터 수페르리가 엘라다의 최고 골키퍼로 선정되었다.

### 클럽
올림피아코스
- 수페르리가 엘라다: 2007–08
- 쿠펠로 엘라도스: 2007–08
- 그리스 슈퍼컵: 2007

아리스
- 그리스 컵 준우승: 2009–10

### 개인
- 수페르리가 엘라다 최우수 골키퍼: 2010, 2011
- 선수연맹 페어플레이 상: 2009